# .rs
.rs – krajowa domena internetowa najwyższego poziomu przypisana dla Republiki Serbii.
Zgodnie z decyzją ISO z dnia 29 września 2006, skrót RS stał się kodem kraju dla Serbii (zgodnie z normą ISO 3166-1). W związku z tym IANA przydzieliło .rs jako krajową domenę najwyższego poziomu dla tego kraju. Jest to spowodowane faktem, że w czerwcu 2006 Serbia i Czarnogóra podzieliły się na Serbię i Czarnogórę jako dwa niezależne kraje. Domena .rs wraz z .me zastępuje domenę .yu.
W styczniu 2012 wprowadzono kolejną serbską domenę, zapisywaną w cyrylicy .срб. Początkowo prawo rejestracji witryn w nowej domenie mieli wyłącznie posiadacze witryn w domenie .rs, jednakże od 1 sierpnia 2012 prawo do rejestracji witryn w domenie .срб mają wszyscy.